# Kronobiológia
A kronobiológia a biológia egy speciális ága. A kronobiológia az élő szervezetek működésének összefüggéseit vizsgálja a Nap-Hold ritmus periodicitásaival kapcsolatban.

## Előzmények
Évezredek óta ismert, hogy a napszaki és évszaki változások hatással vannak az élőlények életfolyamataira. A cirkadián (circa diem, /latin/= egy nap leforgása alatti) ritmus első ismert leírása Thaszoszi Androszthenész nevű hajóskapitánytól származik, aki Nagy Sándor flottájában szolgált az i. e. 4. században. Megfigyelte, hogy az Afrikában, Ázsiában, Ausztráliában honos tamarindusz fa leveleinek helyzete a napszakok során jellegzetesen változik.
Az évszázadok során számos megfigyelést tettek különböző növényeknél, állatoknál, majd embereken is. 1896-ban G.T.W. Patrick és J.A Gilbert megfigyelték, hogy a tartós alváshiány során az álmosság 24 órás ciklusokban fokozódik, majd csökken. A cirkadián kifejezést Franz Hallberg amerikai biológus vezette be az irodalomba. A cirkadian CLOCK rendszert (Circadian Locomotor Output Cycles Kaput) 1994-ben Dr. Joseph Takahashi és munkatársai térképezték fel, és felfedezték a CLOCK-géneket. A ritmus jelentős mértékben függ a Zeitgeberektől (időadó /német/). A legfontosabb Zeitgeber a fény, de fontos szerepe van a melatonin hormonnak is.

## Fény-sötétség rendszere és a melatonin
A napi ritmust a környezeti (fény) és endogén (melatonin) Zeitgeberek működtetik. A melatonin a tobozmirigy által a vérbe kiválasztott hormon, ez a folyamat kizárólag sötétben megy végbe. Fontos szerepe van az alvás-ébrenlét szabályozásában. Teljes sötétségben minden élőlény szervezete a napszaktól független ritmusban működik.

## A cirkadián rendszer működészavarainak következménye
A cirkadián rendszer összefüggéseinek feltárása új megvilágításba helyez számos kórképet. Ez a megváltozott szemlélet a megelőzés és a betegvezetés terén is új utakat jelenthet. A továbbiak néhány gyakori betegség kapcsolatát mutatja be a cirkadián ritmus ismeretében.

### Magasvérnyomás-betegség
Ismeretes, hogy a vérnyomás napszakonként változik. Egészséges emberben a vérnyomás éjjel csökken és nappal is váltakozó értékeket mutat. A vérnyomás 24-48 órás változásainak ismeretében az antihipertenzív gyógyszerek célzott bevételével jobb terápiás hatást lehet elérni. Azt találták, hogy az antihipertónikumok esti bevétele hatásosabb, mint a reggeli.

### Véralvadás
A cirkadián rendszer szerepe bebizonyosodott a véralvadás folyamatában is. A CLOCK/BMA-1 rendszer egyik génje, a Periode 2 gén hiánya vezet a véralvadás felgyorsulásához. Ez lényeges lehet a vérrögképződésnél. A fibrinolitikus rendszer fontos szabályozója is cirkadián ritmust mutat, melynek csúcsa a kora reggeli órákban van, és ez összefügg a kardiovaszkuláris események reggeli megnövekedett kockázatával.

### Szív- és érrendszeri kockázat
A szív- és érrendszer funkcionális szabályozása is cirkadián ritmusban működik. Számos klinikai megfigyelés bizonyítja, hogy a szívinfarktus, a hirtelen szívhalál gyakoribb a reggeli órákban. Intenzív osztályra került betegek analízise alapján megállapították, hogy a nyári időszámítás kezdetekor is halmozódtak a szívinfarktus esetek, míg a téli időszámításra történő visszaálláskor csökkentek. Úgy gondolják, hogy a tavasszal megrövidülő alvás hozzájárul a lipid abnormalitások kialakulásához.

### Stroke
A stroke fellépése is a reggeli órákban gyakoribb, melynek az oka részben a reggeli vérnyomás növekedés és a fokozódó véralvadás is.

### Alvási rendellenesség
A cirkadián rendszer zavara legpregnánsabban az alvási apnoé (alvási légzéskimaradás), a 2-es típusú diabétesz és a metabolikus szindróma kialakulásában mutatkozik. Szoros összefüggés van az álmatlanság és az agy különböző területeinek (agytörzs, hipotalamusz) izgalmi állapotai között. A cirkadián rendszer megzavarása szétzilálja a kognitív képességet és aluszékonyságot okozhat. Ha viszont az alvás-ébrenlét egy életen át állandó, az segít a kognitív funkciók megőrzésében.

### Onkológiai vonatkozások
Vizsgáltok során kiderült, hogy a rákos betegek neuroendokrin- és immunparamétereiben súlyos minőségi és mennyiségi változások keletkeztek a cirkadián ritmus elvesztésével. Amerikai kutatók patkányok egy csoportjánál szétzilálták a cirkadián rendszert a fény és sötétség ritmikus megváltoztatásával. A kontrollokkal összevetve e patkányokban tüdőrákot tudtak előidézni.

### Mentális kórképek és a cirkadián ritmus
A cirkadián tényezők fontos szerepet játszanak a depresszió etiopatogenezisében. A kezelés hatékonysága (fény, alvásmegvonás) alapján bizonyított az időzítés szerepe. A fény mint fontos Zeitgeber hiánya egyes északi országokban kapcsolatban van a depresszió gyakori előfordulásával és a gyakoribb öngyilkosságokkal is. A cirkadián rendszer abnormalitása bipoláris zavar kialakuláshoz vezethet.